# Cafrería

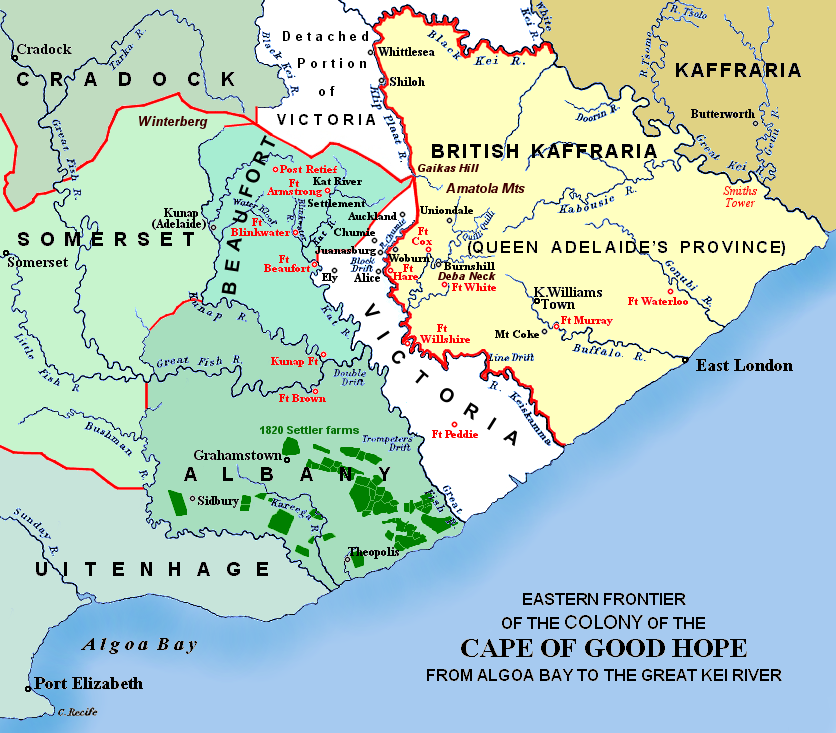
Frontera oriental, Cabo de Buena Esperanza, circa 1835.

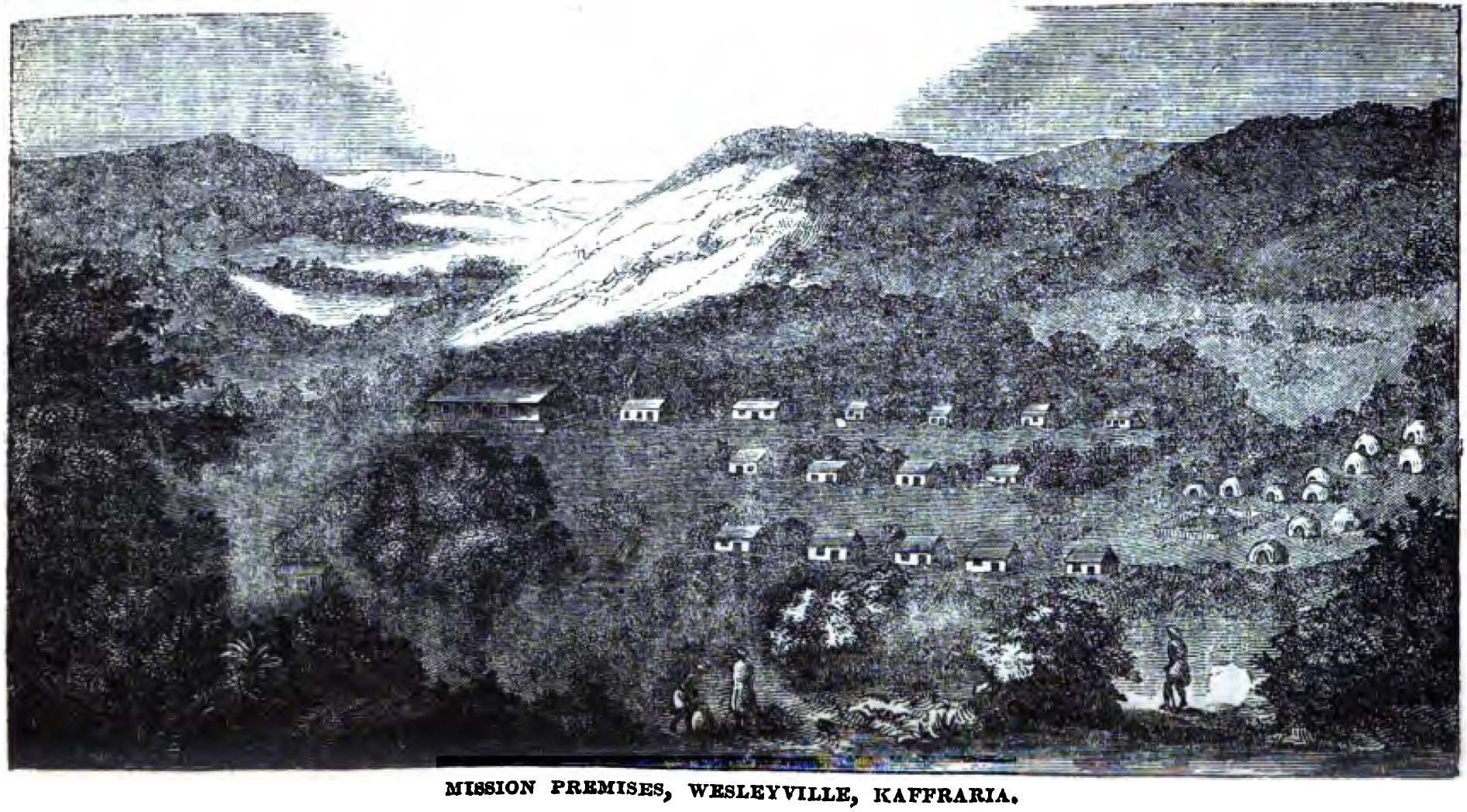
Instalaciones de la misión, Wesleyville, Cafrería (julio de 1852).

Cafrería, Kaffraria, Kaffiria o Kaffirlandia fue el nombre descriptivo dado a la parte sureste de lo que hoy es el Cabo Oriental de Sudáfrica. Cafrería, es decir, la tierra de los cafres. No es una designación oficial y el término cafre se considera actualmente en Sudáfrica un insulto muy ofensivo.
Los distritos ahora conocidos como King Williams Town y East London fueron anexionados por los británicos rápidamente y, por lo tanto, se los conoció como Cafrería británica (que más tarde fueron anexionados a la colonia del Cabo en 1865). Todo el territorio restante de los xhosa más allá del río Kei, al sur de las montañas Drakensberg y hasta la frontera de Natal, permaneció independiente durante más tiempo y se conocía como Cafrería propiamente dicha.
Como término geográfico, se usó más tarde para indicar los territorios de las provincias del Cabo más allá del río Kei que comprenden las cuatro divisiones administrativas de Transkei, Pondolandia, Tembulandia y Gricualandia Oriental, incorporadas a la colonia del Cabo en varios períodos entre 1879 y 1894. Tenían una superficie total de 18 310 km², y una población (1904) de 834 644, de los cuales 16.777 eran blancos. Excluyendo Pondolandia, que no se contaba antes de 1904, la población había aumentado de 487 364 en 1891 a 631 887 en 1904. 